# WWE Network
WWE Network — це американський інтернет-сервіс цифрового телебачення у форматі «відео за запитом» від  інтегрованої медіакомпанії WWE. У Малайзії та MENA він працює як телевізійна мережа, а в решті світу як потоковий сервіс, що використовує інфраструктуру потокових сервісів Endeavor.